# Халети
Халетите са тракийско племе, живяло в региона на Средна Места. Споменават се само от Плиний Стари в следния негов откъс:
| „ | ...от дясната страна на реката Стримон живеят дентелети и меди чак до споменатите вече бисалти; от лявата страна - дигери и много племена от бесите чак до реката Местос, която заобикаля подножието на планината Пангей между халети, диобеси и карбилеси, а после между бриги, сапеи и одоманти. | “ |

Според Димитър Дечев наванието ха-лети е хапакс, произлизащ от имената на племената дент-елети (живели в поречието на Струма) и колай-лети (живели в Родопите), с който Плиний Стари е обозначил жителите на териториите между поречието на Струма и Родопите.